# European Urban Research Association
Die European Urban Research Association (EURA) ist eine interdisziplinäre Vereinigung von Wissenschaftlern und Wissenschaftlerinnen und Forschungsinstituten, die 1997 in Brüssel zur Erforschung des ökonomischen und gesellschaftlichen Strukturwandels vornehmlich in europäischen Städten und daraus abgeleitet zur Formulierung von Politikempfehlungen gegründet wurde. Inzwischen hat die EURA Mitglieder aus über 20 Ländern einschließlich der USA.
EURA hält jährlich eine Konferenz in einer europäischen Stadt ab und befasst sich interdisziplinär mit Themen der Stadtplanung, Stadtentwicklung, Politikwissenschaften, Stadtsoziologie und Nachhaltigkeit. 2020 findet die Konferenz in Oslo statt und steht unter dem Motto „Contradictions Shaping Urban Futures“.
EURA kooperiert mit ihrem US-amerikanischen Gegenpart, der Urban Affairs Association (UAA) und URBACT Zudem hat EURA 2018 an der CEU Summer University in Kooperation mit der European Consortium for Political Research (ECPR) einen Kurs zum Thema „Collaborative Local Government for an Open Society“ durchgeführt.
Zudem veröffentlicht EURA seit 2008 regelmäßig die Fachzeitschrift „Urban Research and Practice“ bei Taylor and Francis. Pro Jahr erscheinen 5 Ausgaben.